# Vunfenit
Vunfenit (tiếng Anh: Wulfenite) là một khoáng vật chì molipdat với công thức PbMoO4. Nó thường được tìm thấy nhất dưới dạng tinh thể màu cam-đỏ hoặc vàng-cam, đôi khi nâu, dù màu sắc có thể rất đa dạng.
Vunfenit kết tinh ở dạng hệ tinh thể bốn phương. Nó được tìm thấy tại nhiều khu vực, thường gắn kết với quặng chì với vai trò khoáng vật loại hai liên quan đến tầng oxy hóa của trầm tích chì. Nó cũng là khoáng vật loại hai trong quặng molypden, và thường được thu thập bởi những nhà sưu tầm.